# Kokawskie Ogrody

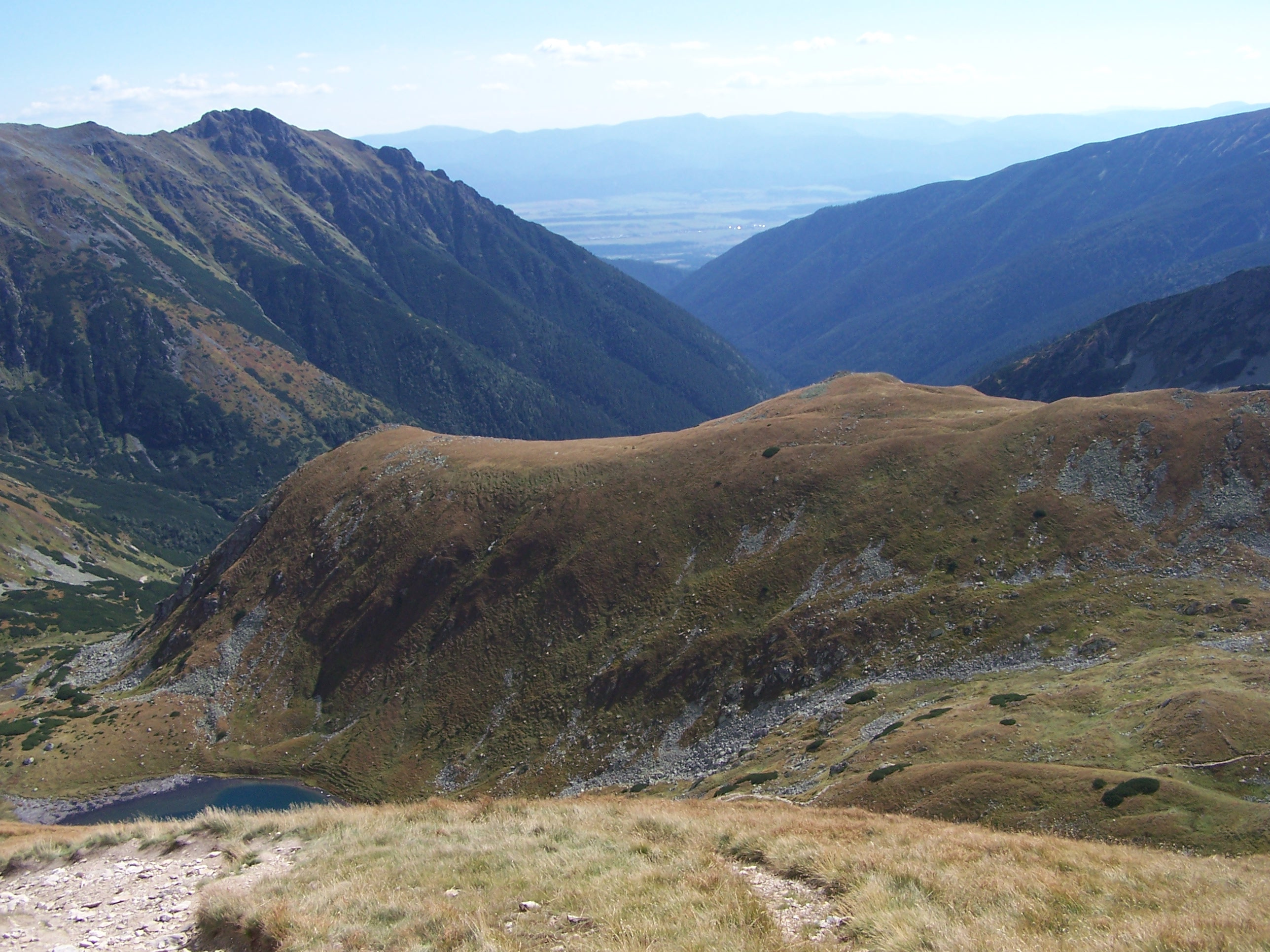
Górna część Kokawskich Ogrodów (poniżej jeziorka)

Kokawskie Ogrody (słow. Kokavske záhrady) – rozszerzenie w górnej części Doliny Jamnickiej w słowackich Tatrach Zachodnich. Znajduje się pomiędzy grzbietem Stawiańskiego Wierchu, Otargańcami, Czarną Kopą i granią główną. Nazwa pochodzi od słowackiej wsi Kokawa Liptowska, która tutaj miała swoje pastwiska. Polodowcowe osady denne stale nawadniane strumykami wypływającymi z położonych wyżej Jamnickich Stawów i Płaczliwego Stawku w Rohackim Kotle pozwalają na bujny rozwój ziołorośli. Miejsce to nazwano ogrodem z racji bujnej roślinności w tym miejscu. Występują tu m.in. takie gatunki roślin, jak: miłosna górska, tojad mocny, starzec górski, modrzyk górski. Od czasu włączenia do TANAP-u i zaprzestania wypasu teren stopniowo zarasta kosodrzewiną.
Znajduje się tutaj skrzyżowanie szlaków turystycznych – rozdroże w Dolinie Jamnickiej.

## Szlaki turystyczne
– od autokempingu „Raczkowa” Doliną Wąską na rozdroże Niżnia Łąka, a dalej przez Zahrady, rozdroże w Dolinie Jamnickiej i Kocioł Jamnickich Stawów na Jamnicką Przełęcz i Wołowiec.
- Czas przejścia z Niżniej Łąki do rozdroża w Dolinie Jamnickiej: 2:20 h, ↓ 1:50 h
- Czas przejścia z rozdroża na Jamnicką Przełęcz: 1:45 h, ↓ 1:20 h

  – zielony szlak prowadzący z Otargańców i Jarząbczego Wierchu przez rozdroże w Dolinie Jamnickiej i Zahrady i dalej przez Żarską Przełęcz do rozdroża pod Bulą w Dolinie Żarskiej.
- Czas przejścia z Jarząbczego Wierchu do rozdroża: 1:30 h, ↑ 1:50 h
- Czas przejścia z rozdroża na Żarską Przełęcz: 2 h, ↓ 1:35 h

Odcinek między rozdrożem w Dolinie Jamnickiej a Zahradami (czas przejścia: 20 min) jest wspólny dla szlaków zielonego i niebieskiego.